# Wycliffe Bible Translators
Wycliffe Bible Translators – międzywyznaniowa organizacja dążąca do przetłumaczenia Biblii na wszystkie języki świata, zwłaszcza w kulturach o małym wpływie chrześcijaństwa. Nazwa towarzystwa pochodzi od angielskiego teologa Johna Wycliffe’a, który pierwszy przetłumaczył Biblię z łaciny na angielski. Organizacja „Wycliffe” została założona w 1942 roku przez misjonarza Williama Townsenda i jest związana z protestancką częścią chrześcijaństwa. Obecnie posiada oddziały w ponad 50 krajach.
W Polsce członkiem organizacji „Wycliffe” jest Biblijne Stowarzyszenie Misyjne.
Wycliffe Global Alliance we wrześniu 2021 roku opublikował statystyki dotyczące przekładów Biblii na języki świata, które wyglądały następująco:
| Przetłumaczone              | Liczba języków |
| --------------------------- | -------------- |
| Całe Pismo Święte           | 717            |
| Cały Nowy Testament         | 1582           |
| Fragmenty Nowego Testamentu | 1196           |
| RAZEM                       | 3495           |